# Erik Ribbing (1640–1675)
Erik Ribbing af Zernava, född 30 april 1640 i Wismar, död 1 maj 1675 i Malmö, Malmöhus län, var en svensk friherre, godsägare och militär.

## Biografi
Erik Ribbing af Zernava föddes 1640 i Wismar Han var son till Per Ribbing af Zernava och Christina Ryning. Ribbing blev i juni 1654 student vid Uppsala universitet, 1658 page hos kung Karl X Gustav, 26 mars 1660 fänrik vid Västmanlands regemente, i januari1661 kapten vid Johan Hårds infanteriregemente och 20 juni 1674 överstelöjtnant vid Hälsinge regemente. Han avled 1675 i Malmö av hetsig feber och begravdes i Ekeby kyrka i Ribbingska graven. Hans vapen uppsattes i kyrkan.
Ribbing hade skänkt en predikstol till Ekeby kyrka.

### Egendom
Ribbing ägde Boxholms säteri i Ekeby socken och Ekstad.

### Familj
Ribbing gifte sig 29 augusti 1671 på Säby gård i Järfälla socken med Beata Rosenhane (1638–1674), dotter till riksrådet och överståthållaren, friherre Schering Rosenhane och Beata Sparre af Rossvik.